# Lower Nihotupu Reservoir
Das Lower Nihotupu Reservoir ist ein Stausee im Waitākere Ward des Auckland Council auf der Nordinsel von Neuseeland.

## Geographie
Das Lower Nihotupu Reservoir, das mit anderen Reservoirs in der Gegend der Trinkwasserversorgung von Auckland und seiner Region dient, umfasst eine Fläche von 51,1 Hektar. Das Gewässer befindet sich rund 8,4 km westsüdwestlich von New Lynn, einem südwestlich liegenden Stadtteil der Stadt Auckland und ist rund 2,5 km nordnordwestlich des Manukau Harbour zu finden. Der Stausee erstreckt sich in einem Rechtsbogen über eine Länge von rund 1,42 km in Richtung Südsüdwest zur Staumauer hin und misst an seiner breitesten Stelle rund 410 m in Westsüdwest-Ostnordost-Richtung. Durch seine zahlreichen keinen Buchten bemisst sich der Umfang des Sees auf eine Länge von rund 5,5 km. An der tiefsten Stelle des Stausees wurde 18,4 m gemessen.
Gespeist wird der See durch den von Westen kommenden Nihotupu Stream und verschiedenen Streams beidseitig des Sees, wodurch sich die Fläche des Wassereinzugsgebiets des Sees auf rund 12,4 km² bemisst. Die Entwässerung des Lower Nihotupu Reservoir findet bei Hochwasser über seinen Überlauf statt, der die Wässer dann dem Williams Stream zuleitet und über den Big Muddy Creek in den Wairopa Channel münden.

## Geologie
Der Stausee liegt südlich der Parau Faults und westlich der Waiatarua Fault, wobei das rechte und linke Widerlager des Damms in der Nähe der Verwerfungen liegen. Der Untergrund besteht aus Sandstein und Tonstein, die aus mäßig dünnen bis  mäßig starken Schichten Sandstein mit Andesit, Quarz und Feldspatkörnern bestehen.

## Absperrbauwerk
Das Absperrbauwerk des Stausees, das eine Länge von 381 m besitzt, besteht aus einer Struktur von Beton, Steinen und Erde. Die Höhe des Damms beträgt 23,48 m. Der Damm besitzt an seiner nordöstlichen Seite einen aus Beton gefertigten Überlauf, der außerhalb des Absperrbauwerks beginnt und in einem Bogen nach Süden führt; und damit die nordöstliche Grenze des Damms markiert. Das Absperrbauwerk kann den See auf ein maximales Volumen von 4.805.000 m³ Wasser aufstauen.